# Herrera de Soria
Herrera de Soria es un municipio y localidad española de la provincia de Soria, en la comunidad autónoma de Castilla y León. El término municipal tiene una población de 11 habitantes (INE 2024).

## Geografía

Término municipal.

El municipio se encuentra enclavado en el parque natural del Cañón del Río Lobos. Está ubicado en el partido judicial de El Burgo de Osma y en la comarca de Pinares. Desde el punto de vista jerárquico de la Iglesia católica forma parte de la diócesis de Osma la cual, a su vez, pertenece a la archidiócesis de Burgos.
Comparte regencia con otros dos pueblos del condominio conocido como Comunidad de Herrera de Soria, Nafría de Ucero y Ucero, también conocido como Comunero de San Bartolomé, con una extensión superficial de 384,84 hectáreas.

### Medio ambiente
En su término e incluidos en la Red Natura 2000 los siguientes lugares:
- Lugar de Interés Comunitario conocido como Cañón del Río Lobos, ocupando 1491 hectáreas, el 57 % de su término.[1]
- Lugar de Interés Comunitario conocido como Sabinares Sierra de Cabrejas, ocupando 1113 hectáreas, el 43 % de su término.[2]
- Zona Especial Protección de Aves conocida como Cañón del Río Lobos ocupando 1491 hectáreas, el 57% de su término.[3]

Para saber más ver: "Vegetación y flora" de la página web del Exmo. Ayuntamiento de Herrera de Soria

### Flora

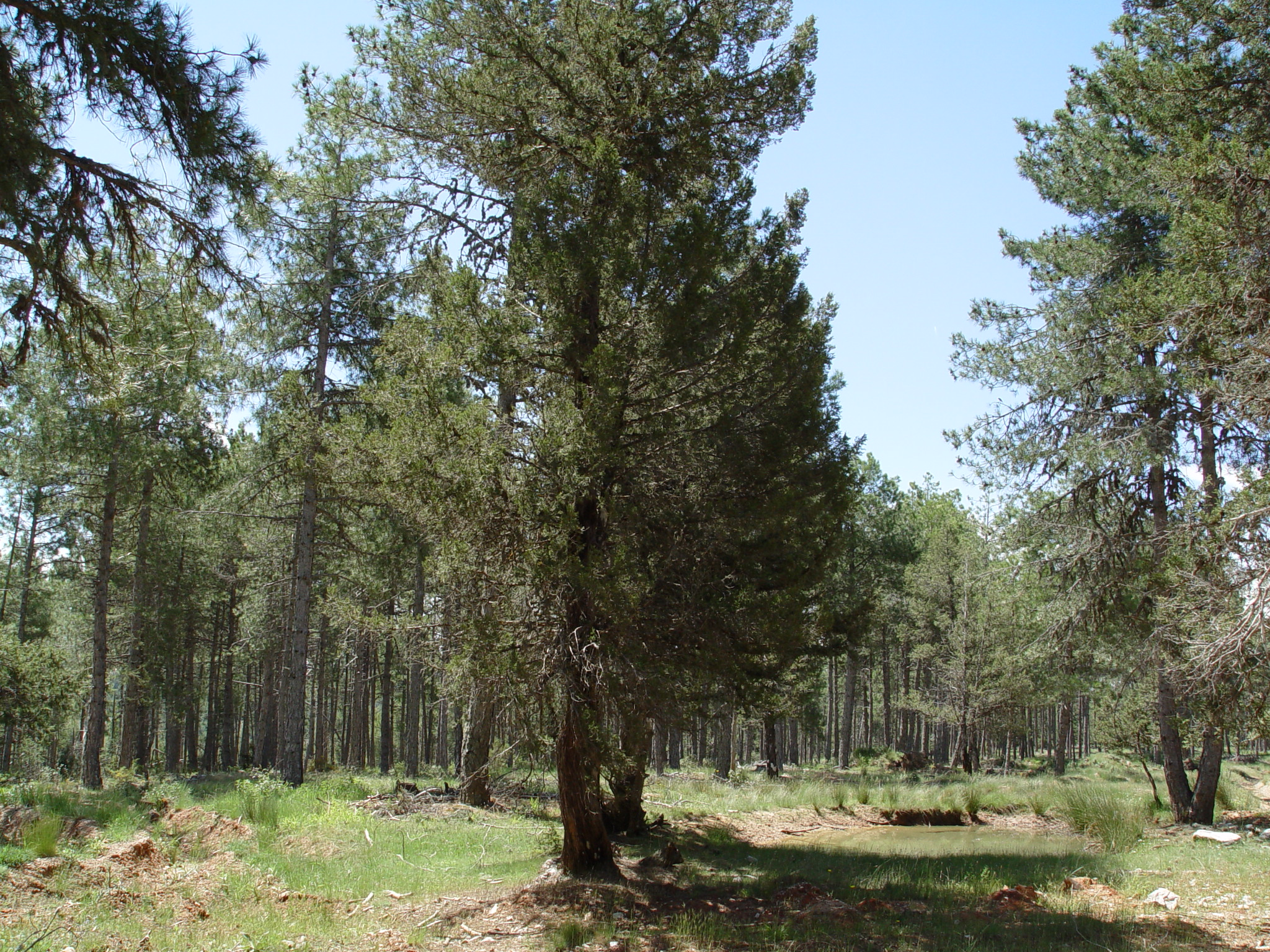
Paraje denominado: "Las Lagunas" en Herrera de Soria.

La vegetación de la comarca de Herrera de Soria, según la serie climática de Rivas Martínez, tiende hacia la formación de sabinares albares, con especies dominantes: enebros (Juniperus thurifera) y jabinos (J. communis).
Actualmente estas tierras están vegetadas por diferentes comunidades vegetales, diferenciándose en Herrera varias zonas a destacar:
- Pinar natural de pino pudio o laricio (Pinus nigra ssp. salzmanni): con árboles mezclados como: enebros, pinos albares (P. sylvestris) y resineros (P. pinaster). O algunos escasos como robles (Quercus faginea) y encinas (Q. ilex). En cuanto al estrato arbustivo, principalmente está compuesto por jabinos, estepas (Cistus laurifolius) y aylagas (Genista scorpius). Aunque tampoco faltan las zonas con biércol (Calluna vulgaris), gayuba (Arctostaphylos uva-ursi), cantueso (Lavandula stoechas), espliego (L. latifolia), multitud de tomillos (Thymus sp.) o majuelos (Crataegus monogyna). Donde no faltan numerosos líquenes colgados de las ramas y troncos de los árboles, indicando la excelente calidad del aire de este bosque.
- Robledal “La Dehesa”: formado casi exclusivamente por robles (Quercus faginea y Q. pyrenaica), aunque en las zonas bajas, con facilidad de encharcamiento y más claras habitan sauces (Salix sp.), majuelos o endrinos (Prunus spinosa) y algún escarambujo (Rosa canina). Así como en claros dominan las herbáceos (Poa sp., Festuca sp., Coronilla minima, Koeleria vallesiana, Avenula bromoides).
- Enebral: zona esta poco espesa y bastante extensa en la provincia, dominado por este árbol tan resistente. Frecuentemente adehesado por y para el ganado ovino, especialmente en los aledaños de las majadas, corrales o tenadas, tendiendo a formar densos, verdes y bellos tapices herbáceos. Pero donde la presión del ganado es escasa el matorral que la invade son aliagas, que llegan a ser de grandes dimensiones, tanto en extensión como en volumen. También aparecen cantidad de plantas medicinales olorosas, de gran calidad gracias a no aminorar los vientos en zonas rasas, tan típicas de estas zonas calizas como el cantueso y tomillos, u otros tomillos y espliego en suelos menos básicos. Además de hierbas como esparteras (Stipa sp.), tan pintorescas cuando las cálidas brisas veraniegas las mecen y ondean. O alguna rústica estepa, que no suele aparecer sola creando estepares tan tupidos como dignos de observar, sobre todo en flor.
- Lugar aparte merecen mencionarse los cortados y roquedos, con interesantes especies rupícolas, como el té de roca (Jasonia glutinosa) entre muchas otras. Así como algún que otro pie disperso de enebro, jabino o pino pudio, a punto de despeñarse desde hace muchos años.
- Por último no hay que olvidar las zonas agrícolas. Formado por pequeñas fincas creadoras del pintoresco paisaje en mosaico, tan importante al incrementar la diversidad visual y biológica, y actualmente en detrimento. En nuestros días la mayoría de estas zonas han sido invadidas por la vegetación. Después de las herbáceas, por parte de los arbustos empiezan la conquista las aliagas, seguidas de enebros o algún pino laricio o resinero. Pero relícticamente quedan minúsculas tierras que resisten el avance incesante con cultivos de trigo, cebada, esparceta. O las trabajadas huertas con todo tipo de ricas hortalizas.

(Nota: Se ha de dejar constancia de que los nombres comunes aquí expuestos son los vernáculos del pueblo, por lo que difieren de los de otros lugares. Para evitar confusiones con las especies se indican también los científicos).

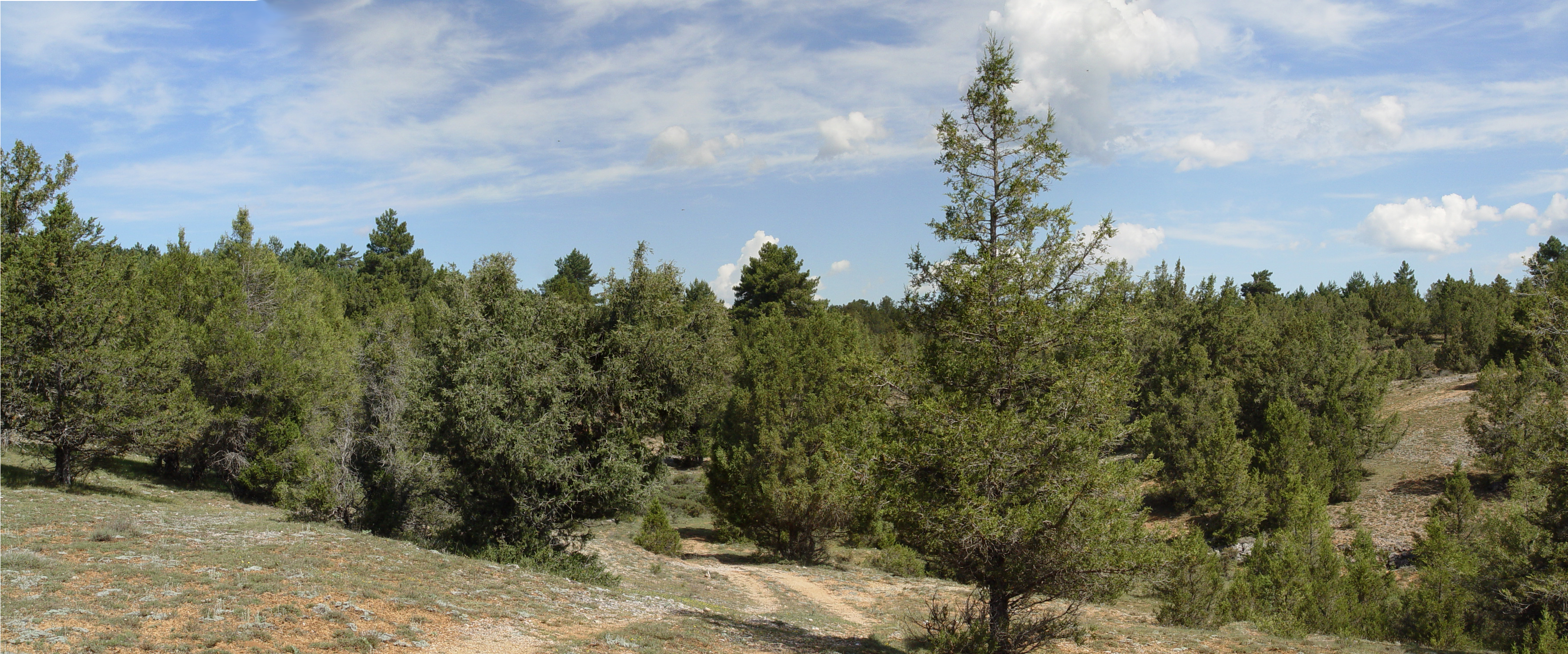
Paraje El Enebral de Herrera de Soria.

### Fauna
Fauna mamífera: corzo (Capreolus capreolus), jabalí (Sus scrofa), tejón (Meles meles), ardilla (Sciurus vulgaris), zorro (Vulpes vulpes), liebre (Lepus granatensis), conejo (Oryctolagus cuniculus), gato montes (Felis silvestris), garduña (Martes foina), etc.
Aves: Buitre leonado (Gyps fulvus), alimoche (Neophron percnopterus), águila calzada (Hieraaetus pennatus), águila real (Aquila chrysaetos), águila culebrera (Circaetus gallicus), azor (Accipiter gentilis), ratonero común (Buteo buteo), halcón peregrino (Falco peregrinus), cernícalo (Falco tinnunculus), búho real (Bubo bubo), mochuelo (Athene noctua), chova piquirroja (Pyrrhocorax pyrrhocorax), paloma torcaz (Columba palumbus), pico verde (Picus viridis), pico picapinos (Dendrocopos major), perdiz roja (Alectoris rufa), becada (Scolopax rusticola), petirrojo (Erithacus rubecula), mirlo (Turdus merula), zorzal real (Turdus pilaris), zorzal común (Turdus philomelos), zorzal charlo (Turdus viscivorus), mito (Aegithalos caudatus), carbonero común (Parus major), herrerillo común (Parus caeruleus), herrerillo capuchino (Parus cristatus), trepador azul (Sitta europaea), pinzón común (Fringilla coelebs), verdecillo (Serinus serinus), piquituerto (Loxia curvirostra), arrendajo (Garrulus glandarius), rabilargo (Cyanopica cooki), cuervo (Corvus corax), corneja (Corvus corone), etc.
Reptiles: lagartija roquera (Podarcis muralis), lagartija colilarga (Acanthodactylus erythrurus), lagartija ibérica (Podarcis hispanica), lagarto ocelado (Timon lepidus), lagarto verde (Lacerta bilineata), culebra bastarda (Malpolon monspessulanus), culebra de collar (Natrix natrix), víbora hocicuda (Vipera latasti), etc.
Anfibios: sapo común (Bufo bufo), sapo corredor (Bufo calamita), sapo partero (Alytes obstetricans), etc.

### Micología
Actualmente incluido dentro de la Unidad de Gestión Micológica número 4, de la regulación micológica en montes privados (No confundir con MYASRC). Regulación micológica de ASFOSO
Dicho aprovechamiento es reservado a los condueños y familiares del monte Pinar de Herrera de Soria.
En el término municipal de Herrera de Soria existen cantidad de hongos y setas, algunas de ellas de excelente calidad, que son las que nombramos: seta de cardo,(Pleurotus eryngii), níscalo (Lactarius deliciosus), comenillas (Morchella rotunda), champiñones (Agaricus campestris, A. silvaticus, etc.), nansarones (Calocybe gambosa), etc. Pero también la amanita mortal (Amanita phalloides).

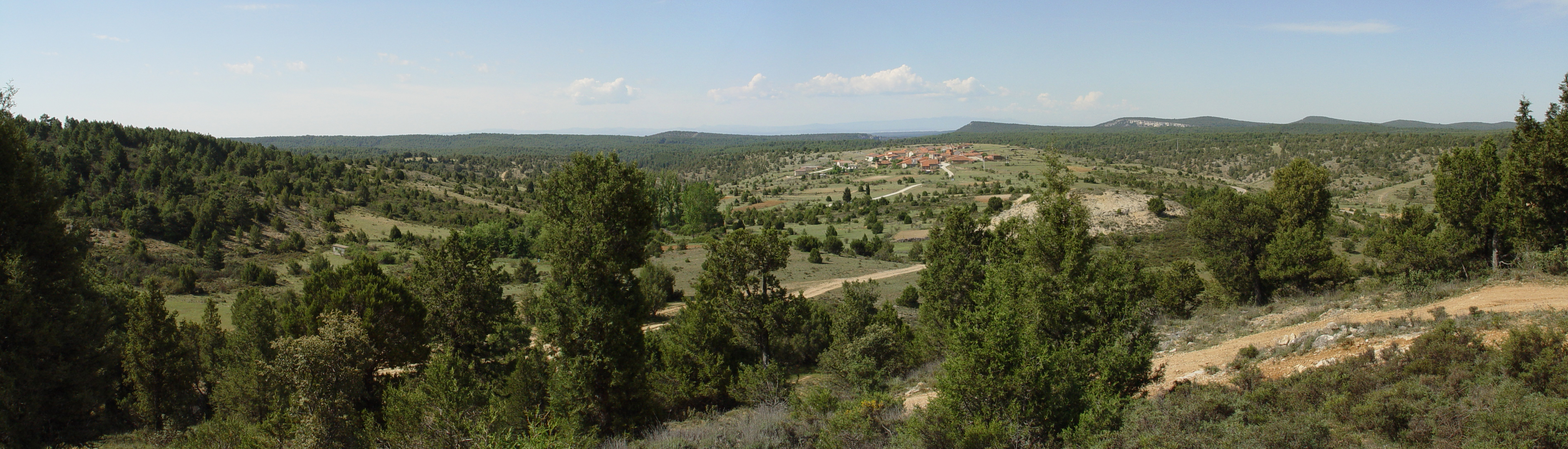
Panorámica de Herrera de Soria desde "Revoluga".

## Historia

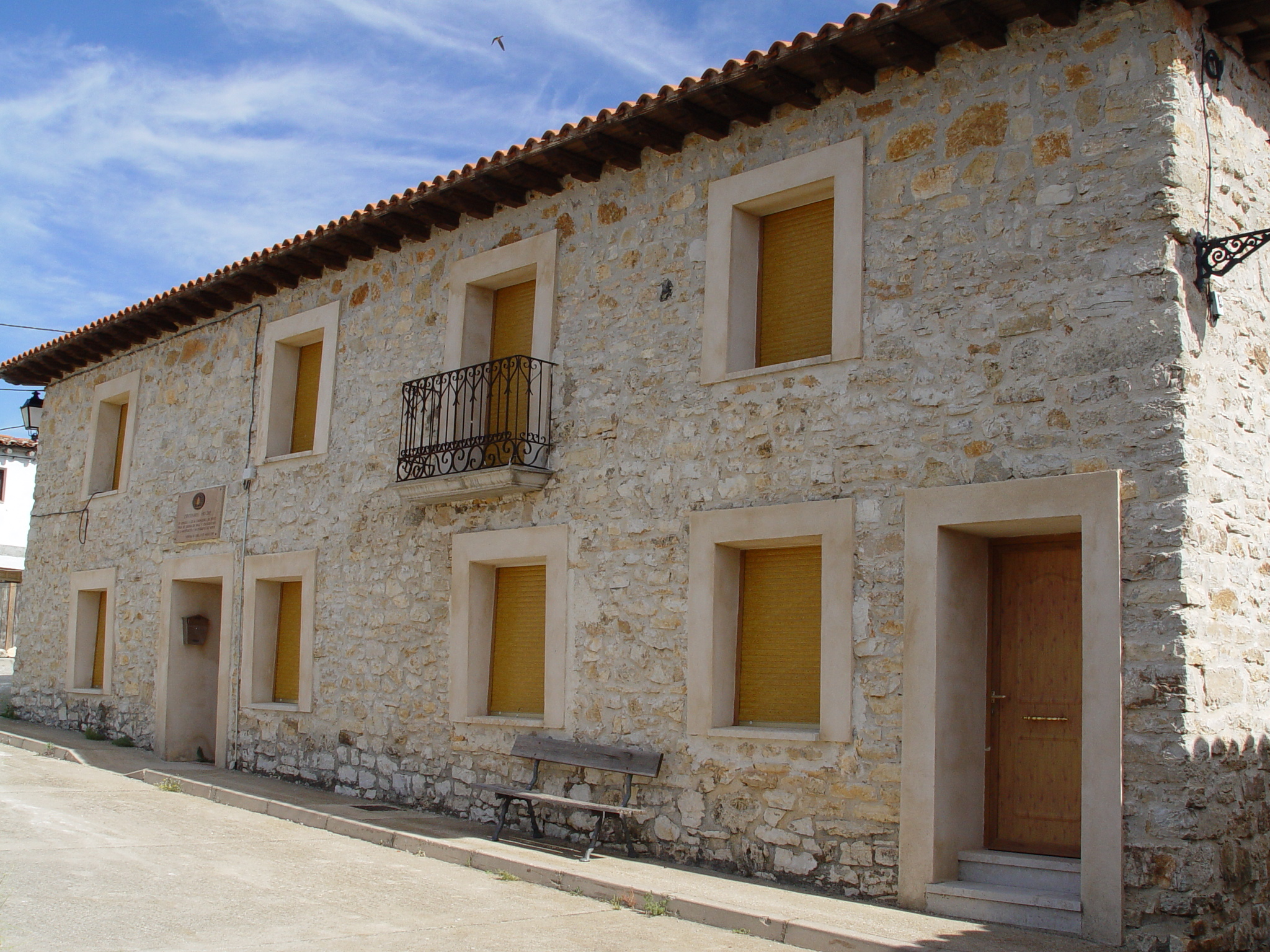
Ayuntamiento "viejo" de Herrera de Soria.

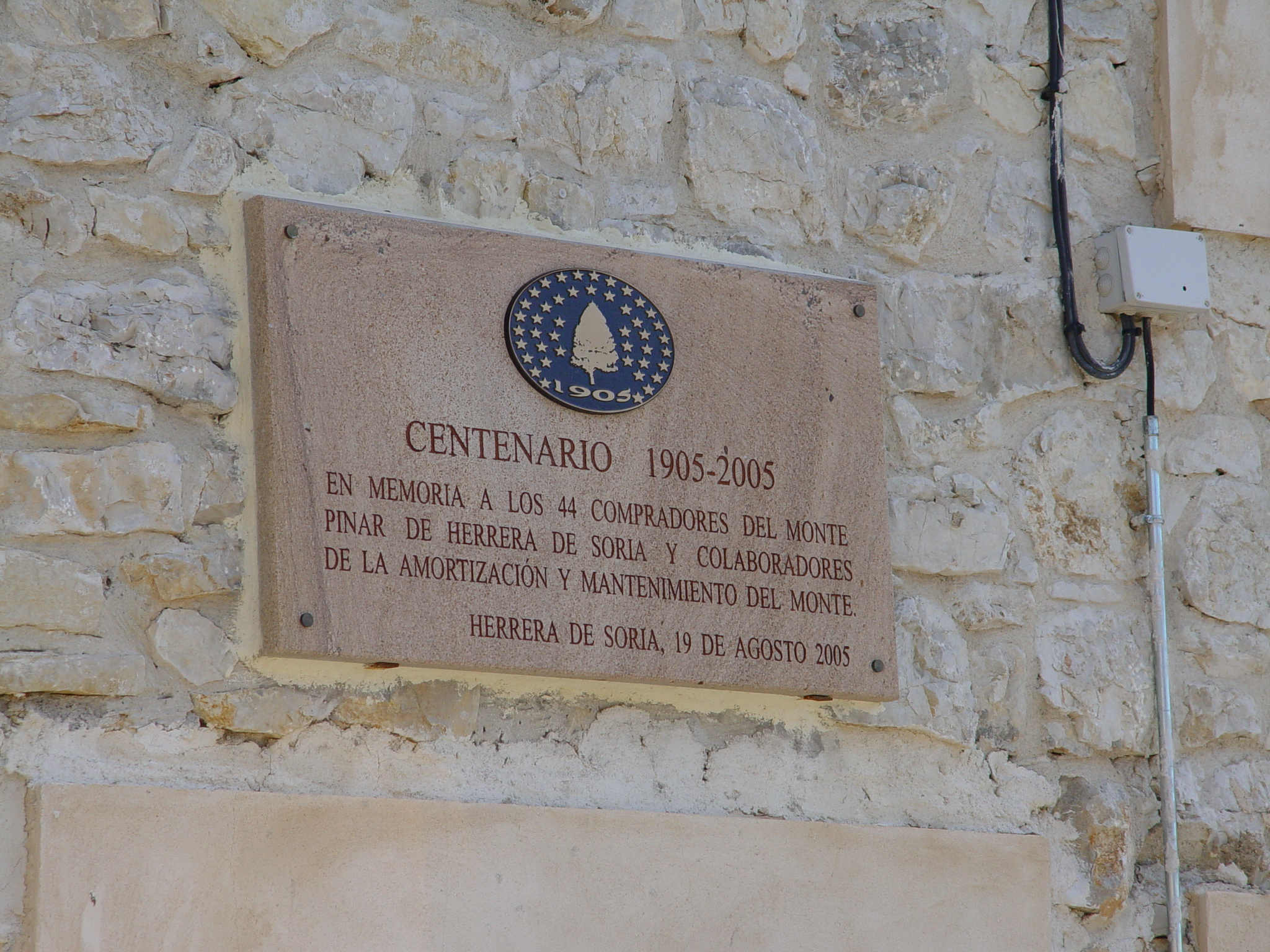
Placa conmemorativa del centenario de la compra del "Monte Pinar" de Herrera de Soria en la fachada del Ayuntamiento "Viejo".

En el censo de 1787, ordenado por el Conde de Floridablanca, figuraba como lugar del Partido de Ucero en la Intendencia de Soria, conocido entonces como Herrera con jurisdicción de abadengo y bajo la autoridad del alcalde pedáneo, nombrado por el Obispo de Osma. Contaba entonces con 249 habitantes.
A la caída del Antiguo Régimen la localidad se constituye en municipio constitucional, conocido entonces como Herrera, en la región de Castilla la Vieja, partido de El Burgo de Osma que en el censo de 1842 contaba con 45 hogares y 182 vecinos.
En el siglo XIX el monte era propiedad de sus vecinos o Ayuntamiento. Con la desamortización de Mendizábal, a Herrera se la perjudicó enormemente, puesto que se le expropia su propio monte. El Gobierno lo saca a subasta y lo tienen que comprar los propios vecinos, puesto que sin el monte les era imposible subsistir. 
El 21 de febrero de 1905 en el Boletín Oficial de Estado, sale publicada la venta de este monte y el remate para el 18 de abril de 1905, a las 12 horas, en el Palacio de Justicia de Madrid, y en los Juzgados del Burgo de Osma y Soria. Este monte lo compra un señor, cede 43 partes a otros tantos vecinos, todos de Herrera y él se queda con una parte, como habían dispuesto previamente la mayoría de sus vecinos.
Hasta la reforma de la nomenclatura municipal de 1916 el municipio se llamaba simplemente Herrera. En dicha fecha su nombre fue modificado por el de Herrera de Soria.
La Junta Gestora del monte Pinar de Herrera de Soria, es la primera Junta Gestora de montes particulares legalmente constituida en Castilla y León y de las primeras en toda España. El acto formal de constitución tuvo lugar el 5 de junio de 2007 en la localidad de Herrera de Soria. Dicho acto fue presidido por Mariano Torre Antón, director general del Medio Natural de la Consejería de Medio Ambiente de la Junta de Castilla y León, y en el mismo participaron representantes del Ministerio de Medio Ambiente y de la Diputación provincial de Soria, que con su presencia respaldaron la importancia del acontecimiento. Al acto asistió numeroso público, entre el que abundaron representantes de colectivos de propietarios de toda la provincia de Soria interesados en la constitución de una Junta Gestora para sus montes.
El origen de la propiedad de este monte data de 1905, año en el que 44 vecinos del municipio de Herrera de Soria adquirieron por título de compraventa al Estado en subasta desamortizadora la propiedad de las 1.364 hectáreas del “Monte Pinar”, radicado en dicho término municipal. Por ahora se encuentran identificados y localizados más de 400 de los actuales propietarios, que en su conjunto representan aproximadamente las tres cuartas partes de la propiedad.

## Demografía
Cuenta con una población de 11 habitantes (INE 2024).
| Gráfica de evolución demográfica de Herrera de Soria entre 1842 y 2021 |
| |
| Población de derecho según los censos de población del INE Población de hecho según los censos de población del INEEn estos censos se denominaba Herrera: 1842, 1857, 1860, 1877, 1887, 1897, 1900 y 1910 |